# Stadshagens IP
Stadshagens IP är en idrottsplats vid  Sankt Göransgatan 130 i Stadshagen på västra Kungsholmen i centrala Stockholm.

## Historik
Idrottsplatsen började anläggas i slutet av 1920-talet på en äng nedanför Stadshagens vattenreservoar. Nuvarande anläggning invigdes 1931. Då tillkom även en servicebyggnad innehållande servering och omklädningsrum för damer och herrar. Anläggningen vid Stadshagens IP ritades av arkitekten Paul Hedqvist (1931). Paul Hedqvist var även arkitekt till några andra idrottsanläggningar i Stockholm såsom Stora mossens IP (1933), Kristinebergs IP (1933) och Zinkensdamms IP (1937).
Idrottsplatsen hade sin storhetstid på 1930- och 1940-talen med allsvensk bandy och friidrott. Tidigare fanns även en skidhopparbacke i kanten ned mot Hornsberg, vars rester av den lilla backen fortfarande kan skymtas i slänten. Publikrekordet sattes på en träningsmatch i fotboll på 1930-talet mellan Djurgården och Sandvikens IF som åsågs av  6 500 åskådare.
7 000 åskådare kom det i bandy när Hammarby mötte Edsbyns IF 1952, dock betalade bara 5 720. 

## Idrottsanläggningen idag
Idag används anläggningen i huvudsak för fotboll och har två fullstora konstgräsplaner samt en konstgräsplan för spel med sjumannalag. Den största föreningen som är verksam på Stadshagen idag är Karlbergs BK med drygt 1000 ungdomsspelare och herrlag i division 2 i fotboll. Vidare spelar Mariebergs SK och Karlberg BK:s damlag i division 3 på anläggningen. Därutöver spelar ett stort antal mindre föreningar från Stockholms innerstad tävlingsmatcher i lägre divisioner på anläggningen, bland annat forna allsvenska laget Westermalms IF. Utöver fotboll finns vissa anläggningar för friidrott. En av konstgräsplanerna spolas till isbana på vintern och upplåts för allmänhetens åkning.
Det fanns planer att uppföra 400 bostäder där Stadshagens IP ligger idag, men efter protester skrinlades dessa idéer. Byggstart har skjutits upp flera gånger i väntan på att en ersättningsanläggning ska projekteras och byggas. Under tiden har anläggningen delvis tillåtits förfalla av Stockholms Stad.

## Bilder

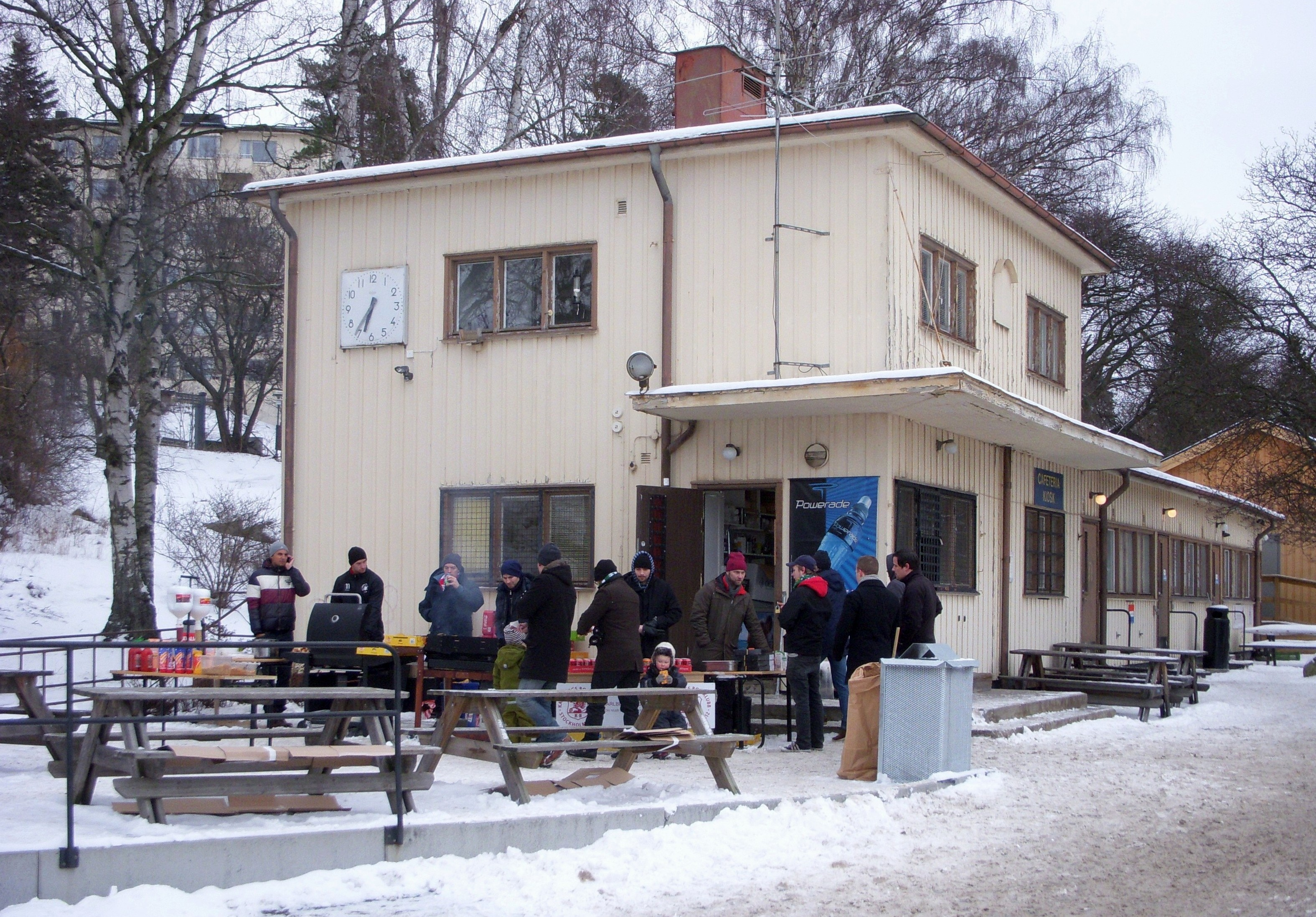
Servering och omklädningsrum.
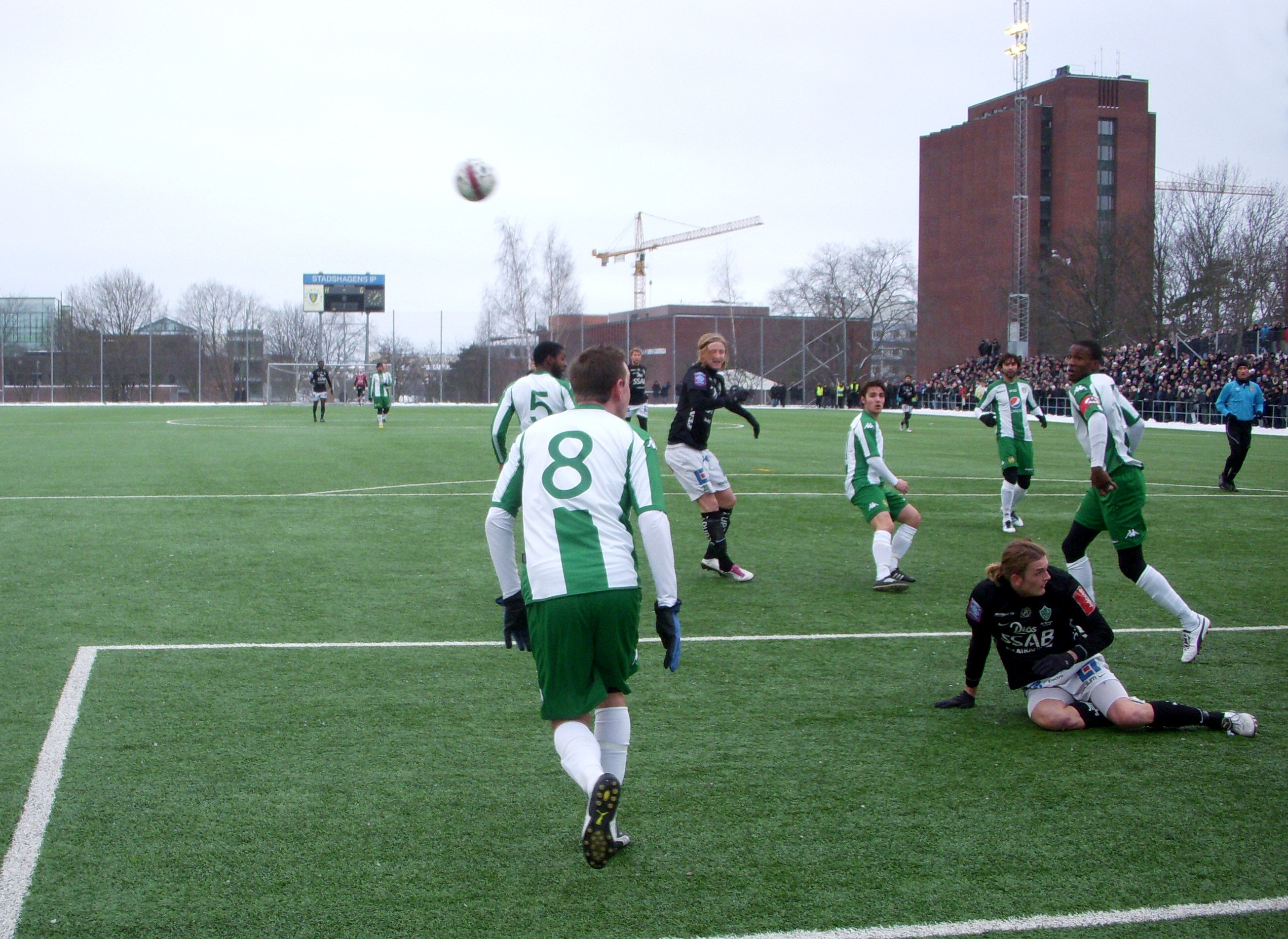
Hammarby IF-IK Brage 11 februari 2012.
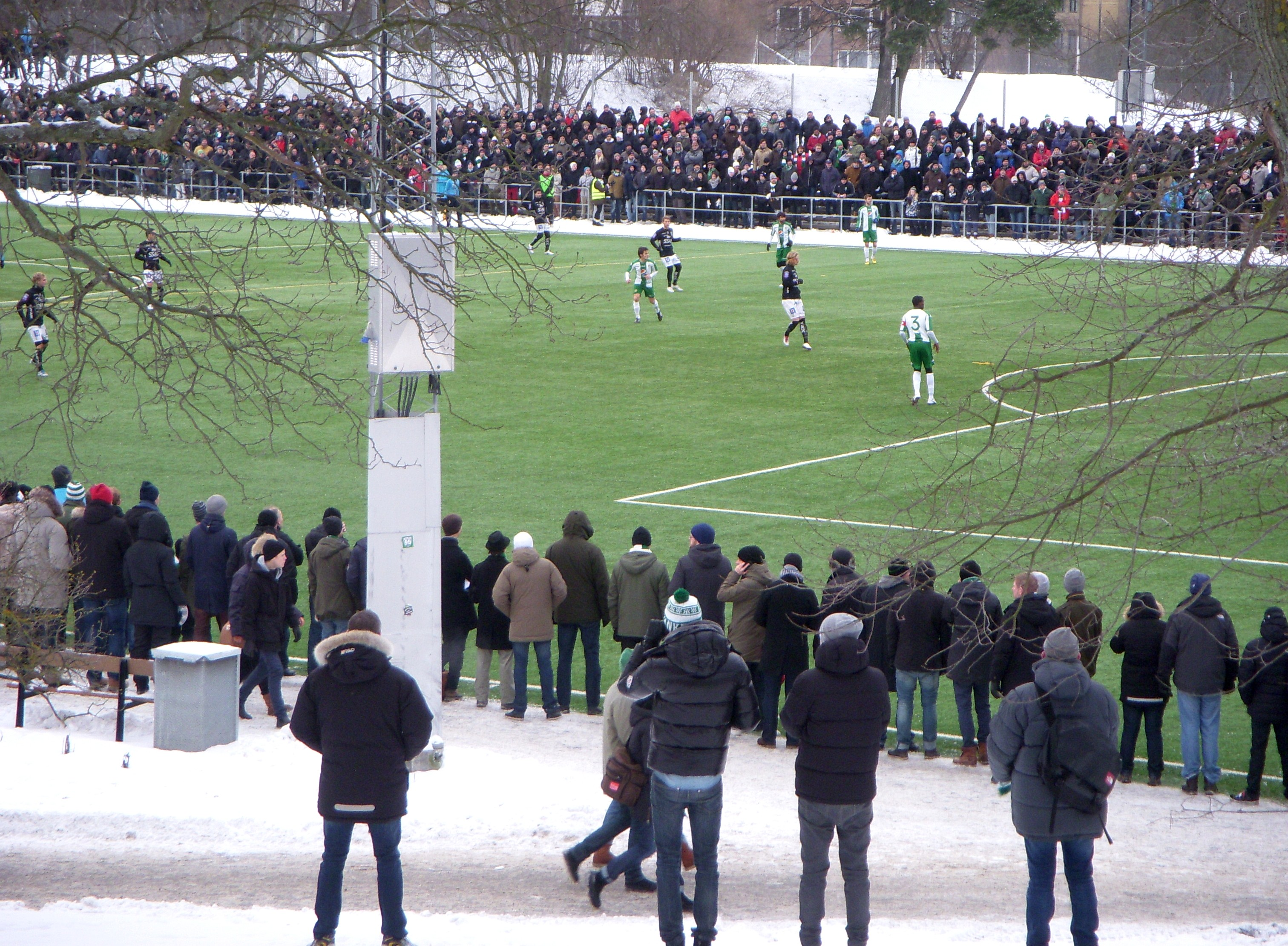
Hammarby IF-IK Brage 11 februari 2012.